# 南非企鹅
斑嘴環企鵝（學名：Spheniscus demersus），又名南非企鵝、非洲企鵝、公驢企鵝或黑腳企鵝，是一種生活在南部非洲沿岸的環企鵝屬鳥類。牠們是僅分布於南部非洲的特有種，也是唯一一種分布於非洲的企鵝。牠們是魚食性，主要以沙丁魚或鯷魚為食，並生活在南非跟納米比亞沿岸的海岸或離島上。叫聲類似於驢子因而得名「公驢企鵝」此一暱稱。
斑嘴環企鵝的體長約60—70公分，體重約2.1—3.7公斤，壽命約10—27年，體色主要是黑白雙色並輔以部分粉紅色，特徵是其胸上一條馬蹄形的黑色寬帶，以及黑白相間的臉部圖案。雄雌差異不大，求偶時有特殊的儀式，行一夫一妻制。雌鳥一次產2顆卵，並由雙親輪流照顧蛋，在38—40天後孵化。在60—130天內開始更換為亞成鳥的羽毛，並在10—22個月後換為成鳥羽毛，並在約四歲時性成熟並繁殖。:159
牠們除了非洲毛皮海獅及黑背鷗等天敵之外，也備受環境變遷、人為干擾及污染帶來的危害。油污及噪音的汙染導致牠們不能正常覓食及溝通，環境的變遷使魚群改變位置而不易覓食，食物的減少亦導致其繁殖率的下降。其數量自1930年代的57萬對企鵝下滑至2019年的2.1萬對，並且沒有停止的趨勢，因此被《國際自然保護聯盟瀕危物種紅色名錄》列入瀕危物種。

## 物種命名
斑嘴環企鵝最早在1747年可由英國的自然學家喬治·愛德華的《罕見鳥類的自然史》（A Natural History of Uncommon Birds）第二卷中找到紀錄，他仔細地描述其特徵並稱之「黑腳企鵝」（Black-Footed Penguins）。愛德華在文章提到他並無法確認其標本採集地點，但從捐贈者得知是從東印度船隻運送的，進而猜測這些標本來自好望角地區。卡爾·林奈在1758年引用了愛德華的資料並在《自然系統》第十版中以二名法命名為Diomedea demersa，當時與漂泊信天翁一同歸類在大信天翁屬下。後來於1760年，法國動物學家馬蒂蘭·雅克·布里松建立了環企鵝屬並將其作為該屬的模式種。
Spheniscus來自於希臘文sphen或sphenos，意為楔形；這指的是這物種的楔形翅膀，翅膀的構形提供了強大的推進力量，讓斑嘴環企鵝在游泳時能迅速前進。:362demersus是拉丁文潛入水中的意思，demersa為其變體。:133

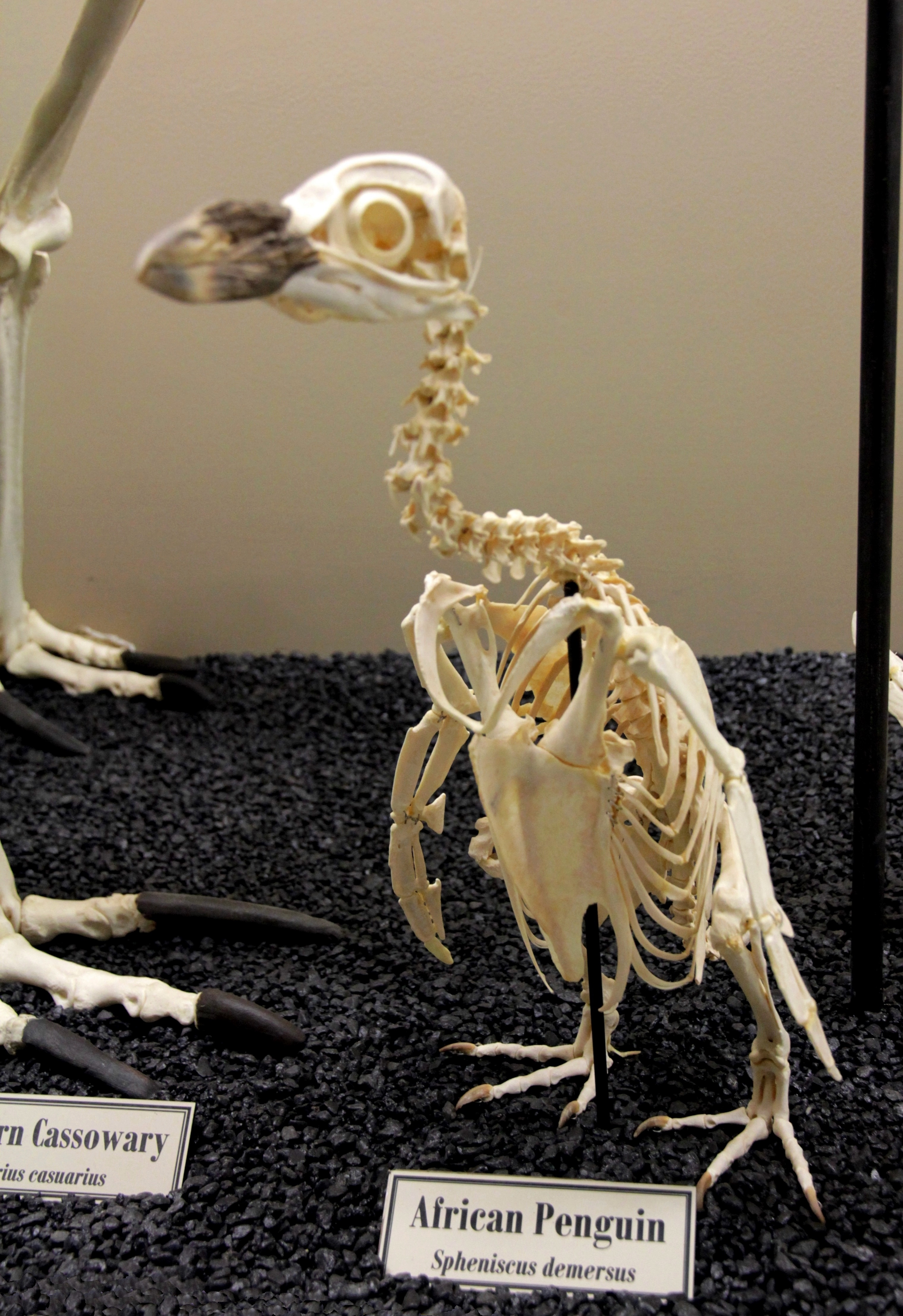
斑嘴環企鵝的骨骼，攝於美國骨骼博物館

由古化石的研究中，斑嘴環企鵝並非由過去在當地的祖先演化而成，而是比較有可能從南美洲由洋流將其帶至非洲演化的，解釋了為何非洲現存企鵝只有斑嘴環企鵝的可能原因。目前沒有亞種分化，是單型種。

## 形態描述
斑嘴環企鵝體長60—70公分，體重2.1—3.7公斤之間（平均3.1公斤），跗骨平均長32.3公分，翼展平均98.5公分。野生個體壽命約10—27年，圈養環境下可更長。

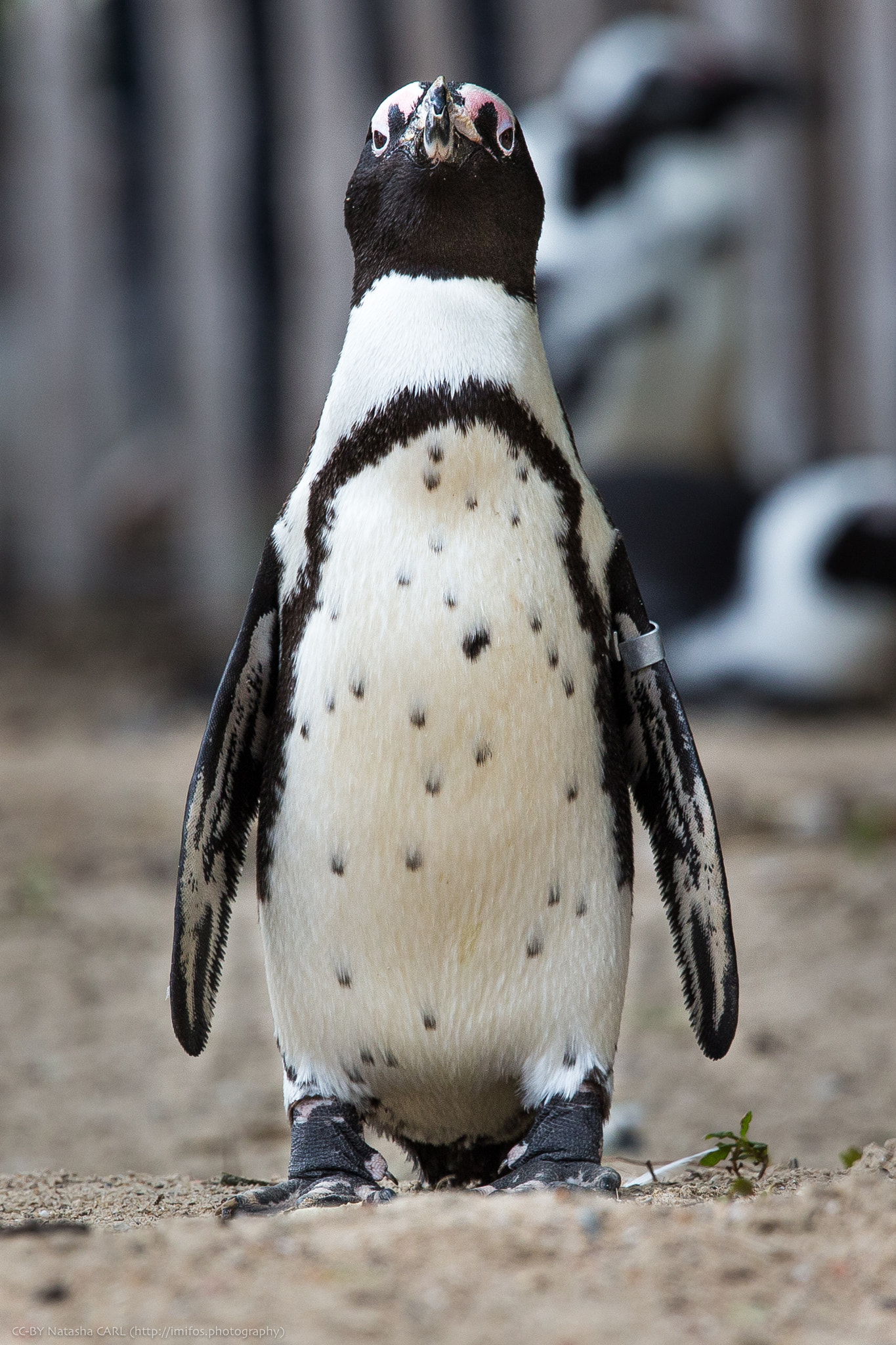
斑嘴環企鵝的正面

斑嘴環企鵝成鳥主要為黑白兩色，並有少許粉紅色。虹膜為深褐色，眼圈為粉紅色，面部黑色，喙黑、有時在尖端帶有深灰色、並在接近尖端的地方帶有一條垂直的淡灰色條紋（少數狀況下為白色），臉部至脖子間有一條寬白色帶。在極熱的環境條件下，眼睛上方的淡白色裸露皮膚會變成鮮亮的粉紅色環繞眼睛。翅膀外側及背部羽毛呈黑色，並延伸至腋窩下，翅膀內側顏色較為多變，可能有黑、白、粉色三色交雜的斑點。胸部和腹部則有一些帶黑色斑紋的白色羽毛，並在胸上有一條馬蹄形的黑色帶子。腿偏黑色，可能帶有一些淡粉色斑點，黑色尾部上有一個白色斑點。這種黑白羽毛構成了一種對捕食者的保護色，從水下看，白色羽毛對水生捕食者具有迷惑作用，而從空中看，黑色羽毛對空中捕食者具有迷惑作用。

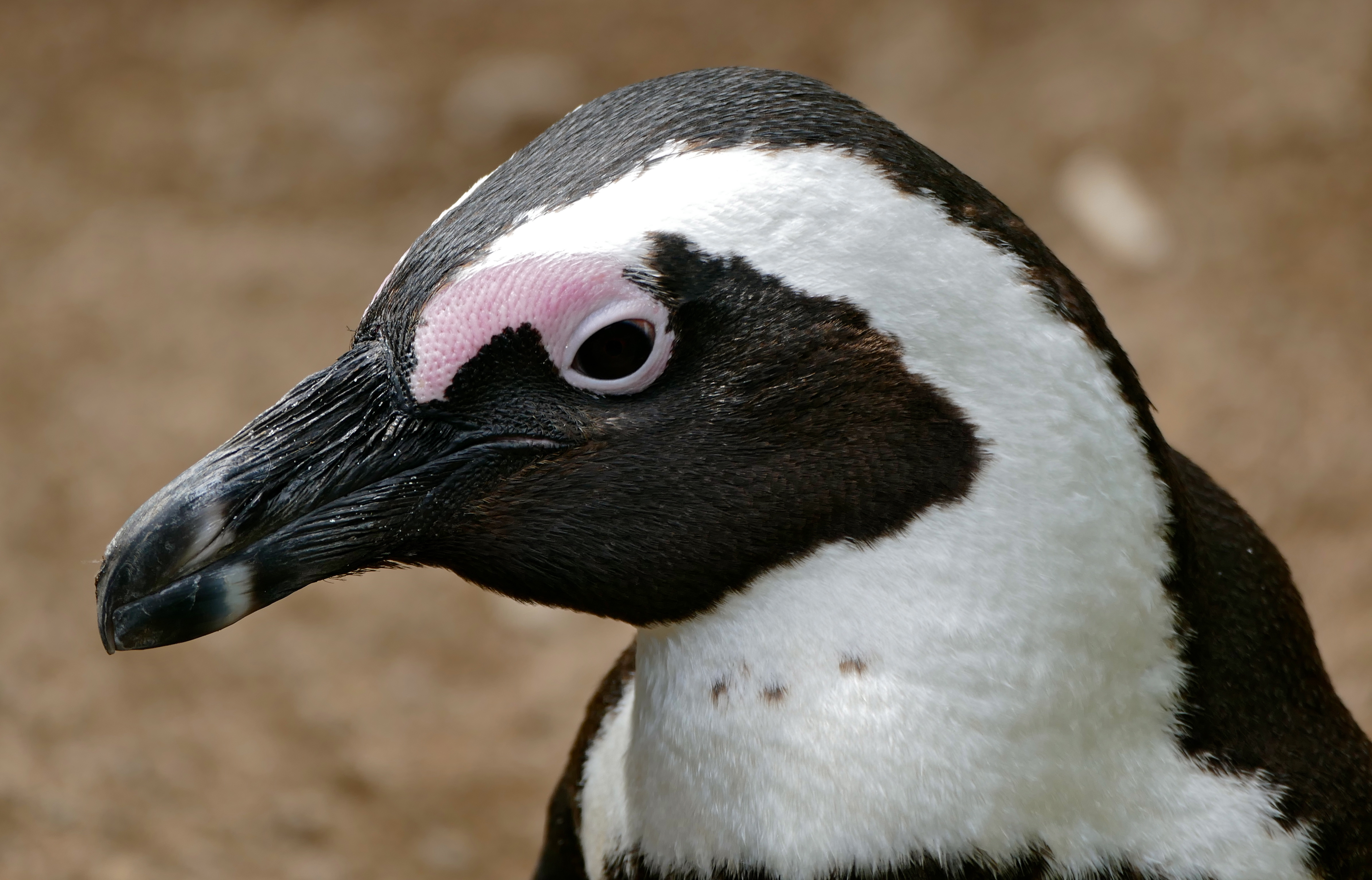
頭部特寫

兩性之間差異不大，需要在一對鳥一起時才容易分辨性別。但一般而言雄性體型較大，並可依照嘴的長度和深度成功推測其90%以上的性別。

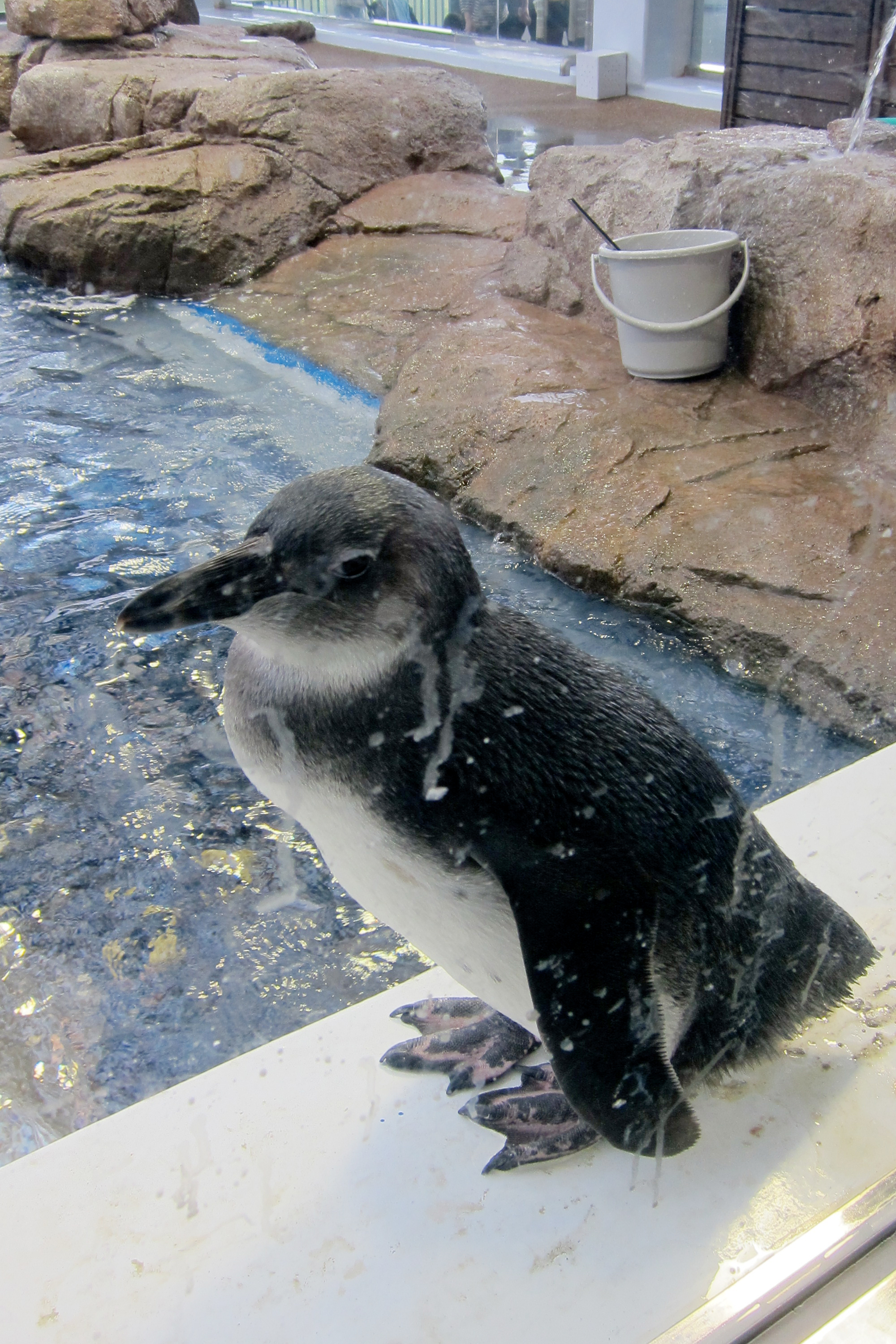
亞成鳥，攝於京都水族館

亞成鳥喙呈黑灰色，淡色帶可能不明顯。眼睛或喙上方有較為清晰的白色斑點或短線，側面的顏色較淡，喉嚨由深色過渡至更接近白色。前頸呈白色，可能帶有部分灰黑色或者整體顏色偏暗，腹部為白色夾雜一些黑色斑點。幼鳥上半身呈深藍灰或深灰色，後來會轉為褐色。胸部條紋不完整。:159腿呈淡粉灰色至暗灰色至黑色皆有。在第二和第三年時會顯示出不同程度的成年面部圖案。
斑嘴環企鵝與麥哲倫環企鵝及洪保德環企鵝關係相近且長相相似，牠們在圈養環境下可以雜交。:142有些斑嘴環企鵝個體甚至會表現出類似於麥哲倫環企鵝胸部的雙層黑色條紋特徵，但該企鵝從未在非洲有被確認的紀錄。但麥哲倫環企鵝少有脖子上的粗白條紋且頭較圓，在接近喙的基部也有較多羽毛；而洪保德環企鵝的粉色面積較明顯，但不延伸至下頷骨，頭部的構型也有差異。

## 棲息地與分佈
斑嘴環企鵝主要在納米比亞及南非的海岸地區，西到安哥拉南部，東至夸祖魯-納塔爾省。並可作為零星的過境鳥出現在西非加彭的Setté Cama至東非莫三比克的林波波河口。此區域位於本格拉寒流及阿古拉斯洋流形成的生態系統中，並主要由本格拉寒流提供營養。
在2009年的統計中，斑嘴環企鵝一共有29個繁殖地點，包含了25個島嶼和4個非洲大陸海岸，其中有80%的企鵝分佈於其中7個島嶼上。在南非最主要的地點是達森島；在納米比亞則為墨丘利島。

## 習性
斑嘴環企鵝為日行性，大部分的時間用在覓食上，晚上會在岸上群聚過夜。會互相理羽，或者至離岸數公尺處洗澡以保持清潔及去除寄生蟲。牠們平均潛水深度為30公尺，最深可達130公尺，潛水時間可達4分35秒，泳速可達每小時20公里。雄雌之間最大潛水能力相似，但雄性平均潛水深度和時間比雌性更深、更長；雌性以增加潛水頻率補救該落差，就結果而言兩者探索水體體積相似，而雌性搜尋的範圍可更廣。成鳥通常不遷徙，就算會因為覓食而移動也不會不遠，並在繁殖時返回原處；但亞成鳥會有沿著海岸線向西和向北散佈的行為。:159
繁殖期時，在約離繁殖地30—40公里範圍內覓食，最遠至離岸70公里處。非繁殖期時，亞成鳥可以藉此旅行600—700公里遠，但也有標記個體的研究發現有數隻成年個體從900—1000公里外的納米比亞墨丘利島移動到南非羅本島繁殖，但放歸時其出生地未知。

### 食性
牠們為魚食性，高度仰賴以50—120公釐長的沙丁魚和鯷魚如南非鯷等遠洋魚群為食，極限範圍為10—310公釐。牠們也以南非竹筴魚、沙丁脂眼鯡、雙鬚多棘鰕虎、懷氏脂眼鯡及其他烏賊等頭足類和甲殼類為食。而幼鳥則以魚苗為食。
可觀察到25—165隻成鳥會在海上成群活動，一起合作潛水將魚群圍捕起來覓食的行為。根據一份對1980年代的研究，在不含南非東側的情況下，斑嘴環企鵝每年估計約消耗3171公噸的食物。

### 繁殖
斑嘴環企鵝為一夫一妻制，並如同其他企鵝以群體繁殖為主。雖然斑嘴環企鵝全年都能繁殖，但仍有數個月份是其高峰：納米比亞的高峰期為十一月至十二月，而南非為三月至五月，牠們繁殖時會返回之前的繁殖地繁殖。
求偶儀式分為數個階段，通常以雄性進行視覺和聽覺表演來吸引配偶開始。頭擺動通常表示對巢穴位置的擁有權，吸引雌性，或者作為對其他雄性的警告。第二階段用於確保建立共同的聯繫，這包括在頸部和頭部向上伸展時發出的尖銳聲音。在最後一個階段時，其中一隻或兩隻企鵝低頭鞠躬，喙指向巢穴或另一隻鳥的腳。

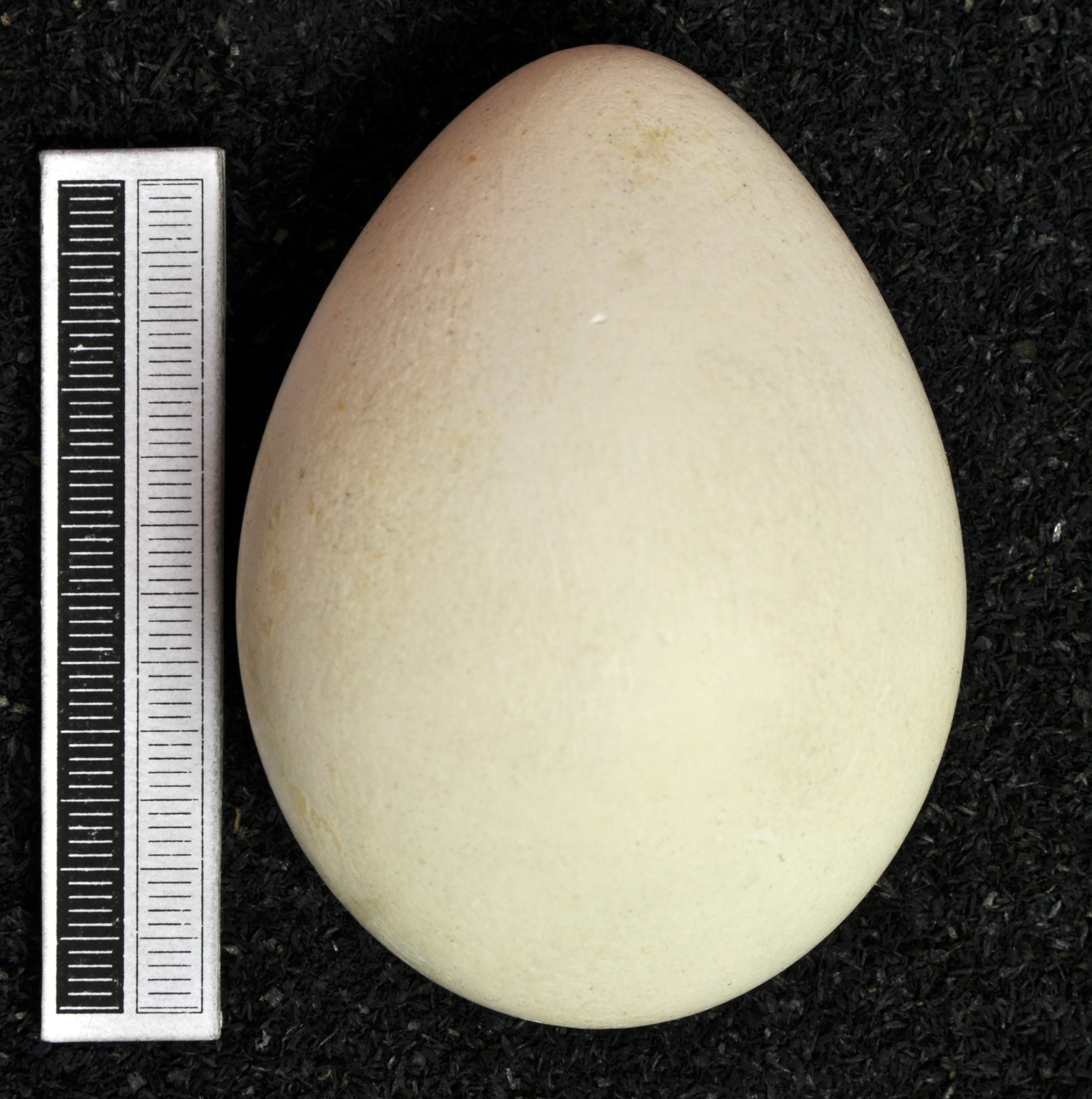
斑嘴環企鵝的蛋

成功配對後，牠們會在鳥糞、岩石、沙地或稀疏的植被下找尋合適的地方挖掘淺淺的巢穴，並有可能在內陸移動超過一公里以尋找地點。也可以利用埋入地面的管道和箱子製成的人工巢穴做巢。一次產兩顆卵，每顆間隔三天。蛋由雙親輪流利用腹部的孵卵斑孵蛋，平均約兩天半輪替一次，約38—40天後孵化。:159

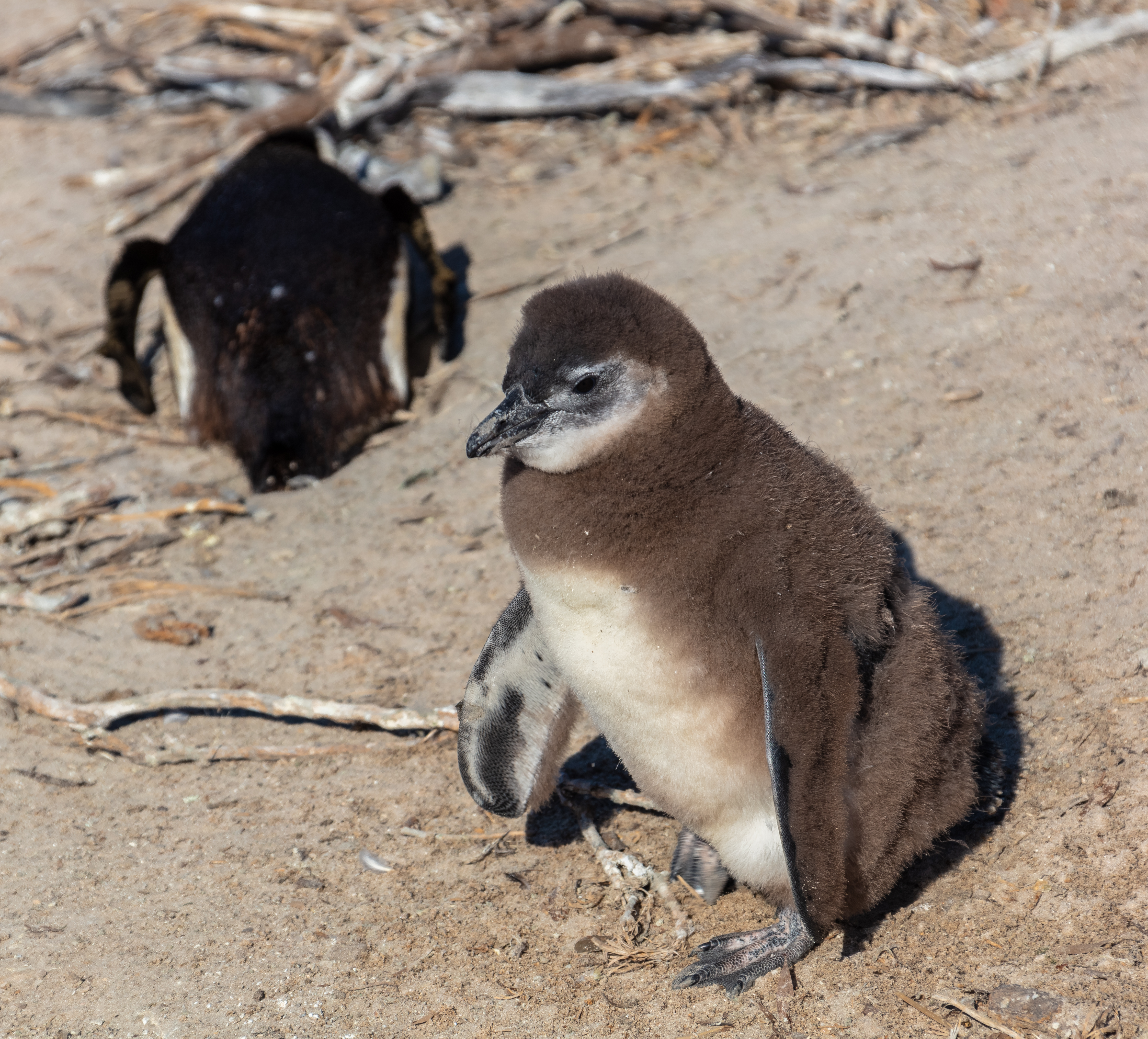
幼鳥

蛋孵化後的頭15天內，雙親會繼續輪班覆蓋著幼鳥以保持其體溫。牠們會通過反芻食物到幼鳥嘴裡，為其餵食約一個月的時間。到了這時雙親會離開幼鳥去覓食，而幼鳥們會聚集成群避免被天敵或者有敵意的其他成鳥攻擊。幼鳥在60—130天內開始換成亞成鳥的羽毛，隨後離開繁殖地。:159
亞成鳥會在外遊蕩約12到22個月，並事先囤積約五週的脂肪再返回出生地，準備更換為成鳥羽毛。此時的時間點依照不同區域會有所不同：南非的企鵝會在11月至1月之間換羽；在納米比亞則在4月和5月之間。亞成鳥會在岸上停留約20—35天等待換羽完畢再開始覓食，這時體重可能會下降了一半，並需要約要六週的時間回復。這些成鳥在2至6歲之間會進行初次繁殖，通常在4歲時達到高峰。:159
其繁殖後代的性別比例與當年食物供應多寡有關，若當年食物對繁殖有利，則後代雄性比例較高，這可能是因為雄性個體有更快的生長速度和離巢體重，較受益於食物豐富的影響，而雌性需要花費更多時間覓食但探索範圍較廣，造成投資成本的問題。

### 叫聲
班嘴環企鵝可聽見100到15000赫茲之間的聲音。牠們的語言模式同人類大多數語言遵照簡潔定律以及曼澤拉斯定律，即越常用到的字或者句子跟鳴叫聲愈長，音節就會越短。求偶的聲音類似驢子叫，因而得到「公驢企鵝」（jackass penguin）此一暱稱。在夜間時可聽到其不同叫聲。牠們也會利用叫聲溝通增加在海中行群體捕食的效率。

## 天敵與威脅
班嘴環企鵝主要的天敵有非洲毛皮海獅、黑背鷗、埃及聖䴉、筆尾獴、大斑獛和豹等，若企鵝受到干擾並被迫離開巢穴，蛋跟幼鳥被黑背鷗掠食的情形會更進一步惡化。並發現數種寄生蟲會寄生於血液內，如殘瘧原蟲。在非洲陸地上的繁殖點也容易遭到其他鳥類傳染疾病，博爾德斯海灘的斑嘴環企鵝群體在2022年爆發禽流感並造成至少28隻企鵝死亡。也曾有遭海角蜜蜂攻擊導致63隻企鵝死亡的報導。
而面臨的威脅有海洋環境汙染、食物減少、與其他動物搶食的惡劣環境、人類活動、外來掠食者以及氣候變遷等。有研究認為因為漁業跟氣候變遷，這些企鵝可能已經陷入生態陷阱內。

### 食物來源缺乏
食物來源品質降低及喜歡吃的食物減少是斑嘴環企鵝繁殖成功率低的主要因素之一。受到聖嬰現象、阿古拉斯洋流的移動以及風向的變化，本格拉寒流主要的沙丁魚群及鯷魚群由南海岸移動到了納米比亞的呂德里茨外海或東部外海區域，對這些企鵝過於遙遠。在1990年代末—2000年代初之間，這兩種魚群的數量增加，但在2004年之後，沙丁魚的生物量降至低於平均水平。食物的供應多寡決定了育雛成功率和雛鳥的離巢率，因此導致企鵝的數量下降。
沙丁魚及鯷魚也是附近圍網漁業的捕撈目標。小型遠洋漁船圍繞沙丁魚繁殖區域，造成沙丁魚大量減產，並導致企鵝的數量也跟著減少。

### 油汙染
歷年來在當地大小油外洩事故的發生，往往使企鵝的羽毛結塊而導致隔熱性及隔水性下降，且無法待在低溫的海洋裡。這些鳥類會因為無法進食而脫水，一周內可能失去多達13％的體重，因此最終餓死。企鵝嘗試除去這些油污的過程中也可能因此吞下這些有害的油污而導致失明和潰瘍。
1968年時，在埃索·埃森號（Esso Essen）撞擊水下物體擱淺後，使約4000公噸的石油洩露至海洋中，導致3000隻企鵝以及其他海鳥遭到汙染。1971年在干斯拜的油輪漏油事故導致10000噸原油向海洋洩漏並導致超過1200隻企鵝被汙染。在1972年，一次來源不明的泄漏事件導致4000隻企鵝被油污。在1970年至1980年期間，已知至少有7088隻企鵝受到原油和部分來自魚油的影響。:1591994年，阿波羅海號散貨船在達森島附近沉沒，使約10000隻企鵝被浮油污染。1985年，鄰近阿爾哥亞灣的勒西菲角也發生過一艘巴拿馬籍散貨船燃油意外洩漏的事故，並使1043隻被汙染及137隻企鵝死亡。
2000年時，在羅本島與達森島之間發生一起嚴重的漏油事故，造成約19000隻企鵝遭到油汙染，其中有14825隻來自羅本島，3516隻來自達森島。該船承載了約1400公噸的燃油，其中1344公噸是重油，還有56公噸的船用柴油以及64公噸的潤滑油，被稱為是南非最嚴重的環境災難。該次事故造成所有被油污染的企鵝送到南部非洲沿海鳥類保育基金會清洗並治療，還有19506隻未被污染的企鵝從原先在南非西南側的棲息地被暫時移動到東南側的吉科巴哈附近以清除海灘上的油污。

### 海鳥糞或鳥蛋的人為干擾
海鳥糞富含氮和磷酸鹽，是自印加人發現其開採價值以來世界上第一個商業化肥料。班嘴環企鵝也偏好在這種鳥糞或沙土中的挖洞築巢，但在缺乏這些合適地點時，牠們會在灌木叢裡、巨石下、建築物上或裸露的地面上築巢。這些在地面所築的鳥巢容易暴露於極端炎熱的沙漠風暴中，且容易受到海鷗攻擊，影響其繁殖成功率。而開採海鳥糞後造成的凹地也容易造成積水並導致巢穴被淹。
人為干擾和採集蛋也是數量下降的因素：遊客可能會導致巢穴坍塌，大量的遊客可能會阻礙幼鳥的繁殖。也有數以千計的企鵝蛋被撿走並在附近的城鎮出售。在1953年內，就有12000顆蛋從南非被出口銷售。而在1965年的報章中提及有3000—4000打的企鵝蛋被出售至美食家的餐桌上。而直到1968年，南非國會還在供應企鵝蛋作為早餐選項。
在船長班傑明·莫雷爾於1828年的航行中發現伊查博島上的鳥糞礦後，有商人開始採集南非沿岸島嶼的鳥糞，並同時讓水手食用那些企鵝蛋。到了1845年，一共有30萬公噸的鳥糞被銷售至英國，並留下空空如也的島嶼及被風羽跟鷗鳥摧殘的企鵝。

### 其他問題
噪音汙染的增加會影響包含企鵝在內的海洋動物們尋找和捕捉獵物、溝通、定向、躲避或育幼的能力，且班嘴環企鵝對噪音干擾非常敏感。南非外海的聖克羅伊島曾經是斑嘴環企鵝們最大的繁殖地之一，但自從2016年起當地政府允許船隻在該海域海上加油以來，噪音水平增加了一倍、同時也增加了船隻漏油的風險，而當地的企鵝數量則從2016年的8500對下降至2022年的1200對。

## 數量與保護狀況
班嘴環企鵝曾經是南非數量最多的海鳥，但數量受到各種威脅而不斷下降。1930年的調查有57萬對企鵝，1956年時有14萬對，到了2000年整體約為6.3萬對，而2019年的調查僅餘20850對。納米比亞的數量由1978年的12162對下降到2015年約5800對；南非的非洲企鵝數量從1978年的約70000對下降到2015年的19300對，到了2024年僅剩不到10000對。其數量下降到僅剩原先族群10%的趨勢因為仍沒有停止的跡象，因此被列入瀕危物種。
當地環境部門保護企鵝棲息地不受干擾、確保牠們食物豐富、在靠近魚場附近建立新的養殖場，並建造了人工巢穴以增加其繁殖地。在南非，每年都會對所有企鵝繁殖地監測其數量趨勢，其大多繁殖區域為國家公園或者自然保護區，並限制在該地採集鳥糞石或蛋，且制定《非洲企鵝生物多樣性管理計劃》（African Penguin Biodiversity Management Plan）指導保育行動。2024年時南非政府在6個南非企鵝棲息地實施禁漁政策以保障企鵝食物來源。在達森島上，採蛋在1967年後被禁止，在1969年完全禁止收集任何蛋用以販售。在納米比亞，其監測頻率較低，但在2009年成立了海洋保護區以保護其超過10000平方公里的繁殖地和重要的覓食地。
南部非洲沿海鳥類保育基金會致力於保護和重新引入鳥類，他們將受油污的企鵝清潔並治療後放回環境，目前有超過80％的企鵝成功返回野外生活。人工飼養被放棄或存活機會不大的巢穴中的幼鳥也使數量增加了7000隻。
- 《國際自然保護聯盟瀕危物種紅色名錄》瀕危物種[1]
- 《瀕臨絕種野生動植物國際貿易公約》附錄二列表物種[44]
- 《保護野生動物遷徙物種公約》附錄二物種[45]
- 《非歐亞遷移性水鳥協定》列表物種[46]
- 《1973年瀕危物種法案（英语：Endangered Species Act of 1973）》瀕危物種[47]
- 臺灣海洋保育類珍貴稀有野生動物[48][49]

## 與人類的關係
非洲企鵝具有經濟方面的價值，牠們能夠吸引遊客前來觀賞，世界各地皆有動物園有飼養斑嘴環企鵝。在1995年9月至1996年2月期間，有16萬人次參觀了博爾德斯海岸公園（Boulders Coastal Park），其中大多數的遊客是為了觀賞企鵝前來。而在2015年的報導中指出每年平均有近60萬來自全球的遊客會至該地參訪。
南部非洲沿海鳥類保育基金會也規劃讓學生有機會學習自然和與污染相關的威脅。

## 外部連結
- Xeno-canto上的斑嘴環企鵝聲音紀錄 （页面存档备份，存于）
- 臺北市立動物園的黑腳企鵝（斑嘴環企鵝）介紹 （页面存档备份，存于）
- 南部非洲沿海鳥類保育基金會（SANCCOB） （页面存档备份，存于）
- 加利福尼亞州科學院的斑嘴環企鵝直播鏡頭 （页面存档备份，存于）
- 新英格蘭水族館的斑嘴環企鵝叫聲 （页面存档备份，存于）